# Caswell (California)
Caswell es un área no incorporada ubicada en el condado de Los Ángeles en el estado estadounidense de California.

## Geografía
Caswell se encuentra ubicada en las coordenadas 34°43′20″N 118°47′54″O / 34.72222, -118.79833.